# Фридрих Фердинанд Шлезвиг-Гольштейн-Зондербург-Глюксбургский
Фридрих Фердинанд Шлезвиг-Гольштейн-Зондербург-Глюксбургский (нем. Friedrich Ferdinand zu Schleswig-Holstein-Sonderburg-Glücksburg; 14 мая 1913, Гота — 31 мая 1989, Глюксбург) — немецкий офицер и политик. Бывший мэр города Глюксбург.

## Биография
Фридрих Фердинанд родился 14 мая 1913 года. Его родителями были Альбрехт Шлезвиг-Гольштейн-Зондербург-Глюксбургский (1863—1948) и Ортуда Изенбург-Бюдингенская (1879—1918). У него были два старших брата и старшая сестра.
До 1918 года семья жила в Готе. После ноябрьской революции, он с семьёй перебрался в Замок Глюксбург. Он посещал Педагогиум Северного моря в Вик-ауф-Фёре, а затем Старую гимназию во Фленсбурге, которую окончил в 1932 году.
В 1932 году, вступил в Чёрный рейхсвер. В марте 1933 года вступил в местное ополчение Данцига, а в августе того же года — в егерский батальон Чёрного рейхсвера в Целле. 16 октября 1933 года стал кандидатом в офицеры 14-го кавалерийского полка в Людвигслусте. Он стал командиром эскадрильи, 3-й тяжёлой моторизованной и 31-й разведывательной дивизии, после вторжения в Польшу. В сентябре 1941 года поступил в генеральный штаб капитаном главнокомандующего и командующего в оккупированной Сербии.
В феврале 1943 года он был направлен в Хорватию в качестве старшего офицера генерального штаба 717-й пехотной дивизии, для прохождения общештабной подготовки. С августа 1943 по февраль 1944 года находился в Военной академии в Хиршберге. В феврале 1944 года он вступил в танковую группу и служил в Генеральном командовании 84-го армейский корпус в Бретани. В июне 1944 года стал майором и сражался в составе 7-й армии на фронте. После курса командира полка в Берген-Бельзене (ноябрь 1944 — январь 1945), стал командиром 40-го танково-гренадерского полка и  17-й танковой дивизии в Силезии, до безоговорочной капитуляции вермахта в Верхней Силезии. 20 апреля 1945 года ему было присвоено звание полковника, но в тот же день, попал в советский плен. Бежал он из него в мае 1945 года.
В 1946/47 годах был свидетелем на Нюрнбергском процессе. После войны он был управляющим имуществом и душеприказчиком последнего герцога Мекленбург-Шверина Фридриха Франца IV. После обучения аудиту, он присоединился к бременскому банку Martens & Weyhausen в 1947 году, где был председателем консультативного совета до 1974 года, затем заместителем и членом наблюдательного совета до 1979 года.
В 1960 году был назначен заместителем председателя наблюдательного совета Nordwestdeutsche Treuhand GmbH — консалтинговой компании по вопросам бизнеса и налогообложения во Фленсбурге. С 1963 по 1982 год, был мэром Глюксбурга.
С 1959 года являлся полковником запаса в Бундесвере.
В 1987 году Фридрих Фердинанд вместе с Гельмутом Рисом (1920–2009) основал Историческое общество Глюксбурга, целью которого является сохранение истории замка.
Скончался 31 мая 1989 года, в замке Глюксбург.

## Брак и дети
Фридрих Фердинанд женился на Анастасии Мекленбург-Шверинской (1922—1979), 1 сентября 1943 года. Она была младшей дочерью последнего герцога Мекленбург-Шверина Фридриха Франца IV (1882—1945).
В браке родилось 4 детей:
- Елизавета (10 сентября 1945 — 8 августа 2024), с 1975 года замужем за Фердинандом Генрихом Изенбург-Бюдинген-Вахстерхбахским, двое детей.
- Ирена (род. 11 октября 1946), не замужем. Детей не имеет.
- Маргарита (род. 10 февраля 1948), не замужем. Детей не имеет.
- Сибилла (род. 11 сентября 1955), с 1980 года замужем за Дитером Францем, трое детей